# Adrienne Ficq
Adrienne Ficq (* 1914 in Berchem, Belgien; † nach 1979) war eine belgische Biologin und Hochschullehrerin.

## Leben und Werk
Ficq studierte nach ihrem Schulabschluss in Paris und widmete sich der Erziehung ihres Sohnes. Sie setzte ihr Biologiestudium 1947 an der Universität Brüssel fort und erhielt 1951 das Lizentiat in Zoologie. Als Assistentin in der Abteilung für Tierphysiologie und Tiermorphologie forschte sie mit der damals neuen Methode der Autoradiografie auf dem Gebiet der Lokalisation von Lithium in Geweben. Zusammen mit Jean Brachet entwickelte sie eine leistungsfähige Methode der Zyto-Autoradiographie. Sie entwickelte eine neuartige Technik zur Lokalisierung von Tritium und radioaktivem Kohlenstoff in histologischen Präparaten und ergänzte damit die aktuellen Visualisierungstechniken von Nukleinsäuren und Proteinen.
Mit dieser Methode entdeckte sie biochemische Mechanismen der Proteinbiosynthese und des Metabolismus der Chromosomen. Sie wurde daraufhin in verschiedene brasilianische Wissenschaftsinstitutionen eingeladen und forschte dort mit einem Reisestipendium der Rockefeller Foundation. Mit ihrer Hilfe und der neuen Methode entdeckte Crodowaldo Pavan, dass bei konstanter Chromosomenzahl die DNA-Menge variieren konnte.
1960 wurde sie Dozentin an der Universität Brüssel und erhielt 1965 eine außerordentliche Professur. Sie war an der Universität Brüssel 1966 Mitgründerin der neuen Abteilung für Molekularbiologie, wo sie 1979 Ko-Direktorin für molekulare Embryologie und Zytologie wurde.

## Ehrungen
- Internationaler André Dreyfus Preis für Genetik
- 1958: Preis für Genetik, Sao Paulo
- 1961: Prix Albert Brachet
- 1962: Mitglied der Académie royale des Sciences, des Lettres et des Beaux-Arts de Belgique

## Veröffentlichungen (Auswahl)
- mit Maurice Leo Errera: Effects of ultra-violet light on the protein and nucleic acid metabolism of the different parts of the starfish oocyte. Progress in radiobiology :proceedings of the fourth International Conference on Radiobiology. Oliver and Boyd, Edinburgh, 1956.
- Localisation et dosage du lithium dans les embryons d'Amphibiens. Oxford at the Clarendon Press; Oxford; 1954.
- Analyse de l'induction neurale chez les Amphibiens au moyen d'organisateurs marqués. Development (1954) 2 (3): S. 194–203.
- mit Jean Louis Auguste Brachet: Détection cytochimique, au moyen d'actinomycine radioactive, de l'acide désoxyribonucléique (DNA) cytoplasmique des œufs de batraciens. Euratom, Brüssel, 1956.
- Effets de l'actinomycine D et de la puromycine sur le métabolisme de l'oocyte en croissance: étude autoradiographique.Euratom, 1964.
- Contribution à l'étude du tétabolisme cellular au moyen de la méthode autoradiographique. Institut interuniversitaire des sciences nucléaires, 1961.
- mit Jean Brachet, R. Tencer: Amino acid incorporation into proteins of nucleate and anucleate fragments of sea urchin eggs: effect of parthenogenetic activation. Euratom, 1964.